# Rudolph Gerken
Rudolph Gerken, né le 7 mars 1887 à Dyersville et mort le 2 mars 1943 à Santa Fe, est un prélat catholique américain. Il est archevêque de l'Archidiocèse de Santa Fe de 1933 jusqu'à sa mort en 1943. Avant cela, il est évêque du Diocèse d'Amarillo de 1926 à 1933. 

## Biographie
Rudolph Gerken naît le 7 mars 1887 à Dyersville, dans l'Iowa. Lorsque sa mère meurt en 1889, son père épouse Carolina Wuebbelt. Élevé dans une famille d'ouvriers agricoles, Gerken étudie au sein de l'Université Pie IX (Pio Nono College) à St. Francis, ainsi qu'à l'Université Saint-Joseph à Rensselaer, en Indiana. Après avoir été diplômé, Gerken se rend au Texas, où il enseigne dans des collèges et lycées publiques de Scotland, entre 1910 et 1912. Plus tard, il se rend à l'Université de Dallas.
Suite aux conversations qu'il a avec l'évêque Joseph Patrick Lynch, Gerken se décide à devenir prêtre. Il se rend à Saint-Louis afin d'étudier la théologie au Séminaire Kenrick–Glennon, où il enseigne également les langues.

### Prêtrise
Gerken est ordonné prêtre le 10 juin 1917 par l'évêque Lynch. Suite à son ordination, Gerken est nommé vicaire de la Paroisse du Sacré-Cœur à Abilene. En 1919, il est muté à Ranger et devient le prêtre de la Paroisse Sainte-Rita. En 1924, Gerken est nommé doyen et consulteur du diocèse.

### Évêque d'Amarillo
Le 25 août 1926, Gerken est nommé évêque du Diocèse d'Amarillo par le pape Pie XI. Il reçoit sa consécration épiscopale le 26 avril 1927 de l'évêque Lynch au sein de la Cocathédrale du Sacré-Cœur de Houston. La devise épiscopale de Gerken était : "Non pas moi mais vous, ô Seigneur". Lors de sa fonction à Amarillo, Gerken supervise la construction de trente-cinq églises. Il fonde également le Price Memorial College à Amarillo, dont il est le président.

### Archevêque de Santa Fe
Le 2 juin 1933, Pie Xi nomme Gerken septième archevêque de l'Archidiocèse de Santa Fe. En tant qu'archevêque, Gerken établit un autre diocèse ainsi que de nombreuses paroisses, voulus afin de prêter assistance aux prisonniers de guerre américains au Japon lors de la Seconde Guerre mondiale, et préside le mariage de l'actrice Jane Wyatt et Edgar Ward en 1935. Il est Rotarien et connu pour citer Aristote et saint François d'Assise. En décembre 1937, Gerken demande aux catholiques de l'archidiocèse de ne point assister à un bal de Noël sponsorisé par le Centre de santé maternelle de Santa Fe, qu'il qualifie de "clinique de contraception". 

### Décès
Après avoir subi un accident vasculaire cérébral (AVC) ayant paralysé son côté droit, Rudolph Gerken meurt le 2 mars 1943 à l'Hôpital Saint-Vincent de Santa Fe.